# 黎維𬓑
黎维𬓑（越南语：／，1749年—？），越南黎中兴朝时期的皇亲宗室。黎显宗第五子，安定太子黎维祎之弟，昭统帝黎维祁之叔。1769年，靖王郑森废黜安定太子黎维祎之后，立黎维𬓑为皇太子。1782年，端南王郑棕嗣位，废黜黎维𬓑皇太子之位，降为崇让公。1787年，阮文惠征服北河，复立黎维𬓑为监国。后黎朝灭亡后，阮文惠以黎维𬓑奉黎祀。

## 生平
黎维𬓑是黎顯宗的第四子。1769年，其長兄黎維禕被鄭森剝奪皇太子身份並投入監獄。同年，黎維𬓑被指定為新的皇太子。1782年，鄭棕發動政變掌權，黎維𬓑被剝奪皇太子身份，降為崇讓公（越南语：／）。
1787年，西山朝將領武文任率軍攻打昇龍（今河內），黎昭統帝出逃，武文任無法找到他。為了獲取北河的民心，武文任立黎維𬓑為監國，但很少人支持他。黎維𬓑每次步行來到武文任的軍營討論國家事務，武文任不知所措。昇龍百姓稱黎維𬓑為「監國吏目」，意思是「如胥吏一樣的監國」。
吳文楚和潘文璘將武文任的行為報告給阮惠。阮惠率軍北上，殺死武文任。隨後阮惠自北河撤退，黎維𬓑仍舊擔任監國，留吳文楚和潘文璘在昇龍監視他。昭統帝的支持者黎描述黎維𬓑「為人癡呆」。
清朝入侵越南，試圖讓黎昭統帝復位。吳文楚命令黎維𬓑給清朝總督孫士毅寫信。在信中，黎維𬓑把自己描述成一個受歡迎的統治者，試圖說服孫士毅撤退。但孫士毅斷然拒絕。1788年12月22日，阮惠自稱光中皇帝，正式宣佈後黎朝的終結。隨後阮惠率軍北上，擊敗了清軍，迫使黎昭統帝再度逃亡。此後，黎維𬓑之名不見於史書記載。